# BSG Einheit Ballenstedt
Die Betriebssportgemeinschaft Einheit Ballenstedt, kurz BSG Einheit Ballenstedt war ein Sportverein in der Stadt Ballenstedt.

## Geschichte
Im Jahr 1908 wurde der Fußballclub Askania Ballenstedt gegründet, später folgten der SV 1921 Ballenstedt und andere Vereine. Nach dem Zweiten Weltkrieg wurde der Vereinssport in Ballenstedt in Betriebssportgemeinschaften fortgeführt, zunächst in der BSG Lok und der BSG Traktor, ehe es 1953 zur Gründung des Großvereins Einheit Ballenstedt mit dem Vorsitzenden Günter Krüger kam.
Durch den Wechsel des Trägerbetriebs wurde die BSG 1982 der Sportvereinigung Chemie zugeordnet. Trägerbetrieb war nun das VEB Gummiwerk Ballenstedt, welches zum VEB Kombinat Plast- und Elastverarbeitung gehörte.
Nach der politischen Wende 1990 wurde die BSG aufgelöst und die sportlichen Aktivitäten in verschiedenen Nachfolgevereinen fortgeführt wie unter anderem FSV Askania Ballenstedt e.V. (Fußball), SV Fortuna 90 e.V. Ballenstedt (Volleyball) oder TV Ballenstedt e. V. (Tennis).

## Sportarten
Als typische Betriebssportgemeinschaft der DDR wurden im Verein mehrere Sportarten ausgeübt. In einigen Sportarten war die BSG Einheit bzw. BSG Chemie Ballenstedt überregional erfolgreich.

### Eishockey
| Saison  | Liga                          | Ebene | Platzierung (Staffelgröße) |
| ------- | ----------------------------- | ----- | -------------------------- |
| 1953/54 | Bezirksliga Halle             | 3     | 3 (4)                      |
| 1954/55 | Bezirksliga Halle             | 3     | 3 (4)                      |
| 1955/56 | ?                             | ?     | ?                          |
| 1956/57 | ?                             | ?     | ?                          |
| 1957/58 | Gruppenliga, Staffel 2        | 3     | 4 (4)                      |
| 1958/59 | 2. Liga, Staffel 4            | 3     | 4 (5)                      |
| 1959/60 | 2. Liga, Staffel 4            | 3     | 3 (5)                      |
| 1960/61 | Bezirksliga Halle             | 4     | ?                          |
| 1961/62 | 2. Liga, Staffel 2            | 3     | 2 (4)                      |
| 1962/63 | Gruppenliga, Staffel 2        | 3     | 4 (4)                      |
| 1963/64 | Gruppenliga, Staffel 2        | 3     | 2 (4)                      |
| 1964/65 | Gruppenliga, Staffel Nord     | 3     | 5 (5)                      |
| 1965/66 | Gruppenliga, Staffel Nord     | 2     | 5 (6)                      |
| 1966/67 | Gruppenliga, Staffel 2 (Nord) | 2     | 3 (6)                      |
| 1967/68 | Gruppenliga, Staffel 2        | 2     | 3 (6)                      |
| 1968/69 | Gruppenliga, Staffel 2        | 2     | 5 (5)                      |
| 1969/70 | Gruppenliga, Staffel 1        | 2     | 4 (5)                      |
| 1970/71 | ?                             | ?     | ?                          |
| 1971/72 | Bezirksliga Halle             | 2     | 3 (6)                      |

Bereits im Jahr der DDR-Gründung war Ballenstedt eine von acht gemeldeten Mannschaften für die Teilnahme an der Eishockey-Landesmeisterschaft Sachsen-Anhalts. Zusammen mit der Mannschaft aus Schierke und den bestplatzierten Teams der Kreismeisterschaft aus Granschütz und Halle nahm Ballenstedt Ende Januar 1950 am Turnier um die Landesmeisterschaft teil, schied jedoch im Halbfinale aus. In der Saison 1950/51 stand Ballenstedt im Endspiel um die Eishockey-Meisterschaft von Sachsen-Anhalt und verlor mit 1:3 gegen Granschütz. Beim Landes-Wintersportfest Anfang März 1951 in Schierke verlor Ballenstedt 3:12 gegen Granschütz und 0:2 gegen Schierke.
Auch in der Jugend stellte Ballenstedt in den frühen 1950er-Jahren bereits ein Eishockeyteam. So spielte die Mannschaft aus Ballenstedt bei der 1. Wintersportmeisterschaft der Jungen Pioniere am 13. Januar 1951 im thüringischen Oberhof vor mehreren tausend Zuschauern gegen Weißwasser und unterlag mit 0:3. Im Spiel um den dritten Platz traten die Ballenstedter gegen Oberhof an.
In den 1950er-Jahren wurde in Ballenstedt unter dem Namen BSG Traktor in der Bezirksliga Halle gespielt. Das Team der BSG Einheit Ballenstedt nahm in den Jahren 1958 bis 1970 am Eishockey-Spielbetrieb des Deutschen Sportausschusses, Sektion Eis- und Rollhockey, teil. Von 1958 bis 1963 spielte die BSG Einheit in der drittklassigen 2. Liga (später Gruppenliga), wo in den Saisons 1961/62 und 1963/64 jeweils ein zweiter Staffelplatz belegt werden konnte. Durch Reorganisation des Ligensystems wurde die Gruppenliga zwischen 1965 und 1970 zur zweithöchsten Spielklasse. Dort konnte in den Saisons 1966/67 und 1967/68 jeweils der dritte Platz in der Staffel 2 der Gruppenliga erreicht werden.
Nach dem Leistungssportbeschluss der DDR-Staatsführung und des Deutschen Turn- und Sportbundes (DTSB) im Jahr 1969 wurde Eishockey nur noch in der Kategorie II („gefördert“) geführt und erhielt kaum noch Unterstützung von behördlicher Seite. In der Folge konnte Eishockey in Ballenstedt nur noch unter Eigenregie fortgeführt werden und kam aufgrund der Schwierigkeiten der Eisbereitung (Natureis, wärmere Winter) und der fehlenden Unterstützung (Leistungssportbeschluss) mit der Zeit völlig zum Erliegen. Viele Akteure wechselten zum Rollhockey.
Der später für den SC Dynamo Berlin spielende und als Schiedsrichter für den ESV Schierke aktive Gerhard Müller stammt aus Ballenstedt, wo er mit dem Eishockey begann, bevor er über Erfurt nach Berlin wechselte.

### Rollhockey
Die erfolgreichste Sparte in der BSG Chemie Ballenstedt waren die Rollhockeyspieler. Ab 1967 wurde in Ballenstedt Rollhockey gespielt. Nach der Beendigung des Ligenspielbetriebs im Eishockey stiegen viele Spieler auf das weniger wetterabhängige und weniger kostenintensive Rollhockey um. 1977 belegte die als BSG Einheit antretende Mannschaft den 3. Platz der DDR-Rollhockeymeisterschaften. Unter dem Namen BSG Chemie Ballenstedt gelang 1984 die Vizemeisterschaft. Die größten Vereinserfolge erlangte die BSG Chemie Ballenstedt mit den DDR-Meisterschaften 1985, 1989 und 1990. Somit stellte die BSG Chemie Ballenstedt auch den letzten Rollhockey-Meister der DDR.
Auch die Ballenstedter Nachwuchsteams zeigten sich im Rollhockey erfolgreich. So wurden die Jugendmannschaften dreimal DDR-Meister und fünfmal Pokalsieger. Die Pioniermannschaften wurden sechsmal Meister und fünfmal Pionierpokalsieger.

### Fußball
Die Fußballabteilung der BSG Ballenstedt spielte seit Beginn der 1950er bis zur politischen Wende 1989/90 durchgängig in der Bezirksklasse Halle.
Der aus Quedlinburg stammende Marco Gebhardt, der später unter anderem für Eintracht Frankfurt und Energie Cottbus in der Bundesliga aktiv war, begann bei der BSG Einheit Ballenstedt mit dem Fußballspielen.

### Tennis
Ab 1982 fand in der BSG Chemie Ballenstedt im Tennis ein regelmäßiger Spielbetrieb statt. Nach der politischen Wende 1990 kam es zum Umbruch, da das Gummiwerk Ballenstedt, welches Besitzanspruch auf die Tennisanlage erhob, dem Verein Platzverbot erteilte. Grund war die hohe Platzmiete, die vom Verein nicht erbracht werden konnte. Im August 1990 wurde der TV Ballenstedt e. V. als Nachfolgeverein registriert.

### Volleyball
Der erste Punktspielbetrieb im Volleyball startete 1973 unter Trainer Bernhardt Haußen. Seit 1990 sind die Volleyballer im neu gegründeten SV Fortuna Ballenstedt aktiv.